# Kastav
Kastav (olaszul: Castua) város és község (járás) Horvátországban, Tengermellék-Hegyvidék megyében.

## A község (járás) települései
Kastav mellett közigazgatásilag Brnčići, Ćikovići, Jelovičani, Jurčići, Rubeši, Spinčići és Trinajstići falvak tartoznak a községhez.

## Fekvése
Fiume központjától 9 km-re északnyugatra, a Kvarner-öböl északi csücskében egy 365 méter magas dombon, a Fiuméból Triesztre vezető út mellett fekszik.

## Története
A régészeti leletek tanúsága szerint Kastav területén már a történelem előtti időkben is éltek emberek. Értékes leletek kerültek elő a város melletti Mišinac-völgyben talált illír temetőből. Ide temette az i. e. 6. századtól a 2. századig itt élt illír japod törzs halottait. A település nevének eredetéről nincs megbízható adat. Néhányan a kelta „kast” (szikla), mások a latin „castellum” (vár) főnévből származtatják.
A település középkori jelentőségéről tanúskodnak máig fennmaradt építészeti emlékei a kastély, a templomok és a városközpont ódon épületei. A japodok és a rómaiak után a keleti gótok és a bizánciak uralma következett. A szlávok a 7. században érkeztek ide, azután a frankok, majd a horvát nemzeti királyok uralma következett. 1116-ban az isztriai területekkel együtt egészen Fiuméig az aquileai pátriárka és vazallusai a duinói grófok igazgatása alá került. 1399-ben a duinói grófok kihalása után a Walsee grófi család birtokába jutott. A kastavi uradalom területe a középkorban egészen az Učka-hegységig terjedt magában foglalva Veprinac és Mošćenice városait is, melyek a kastavi kapitány igazgatása alá tartoztak. Az uradalom székhelye a kastavi kastély a 14. század végén épült fel.
Kastav városi kiváltságait 1400-ban kapta a Walsse grófok idején. Ezt követően a városi rendeleteket ča nyelvjárású glagolita írással készített okiratokba foglalták, ezek azonban 1843-ban egy tűzvészben az uradalmi okiratokkal együtt elégtek. Így a város e korai időszakáról szinte semmi írásos emlék nem maradt. A település 1465-ben a Habsburgok uralma alá került. 1630-ban Kastav a jezsuiták birtoka lett, akik a korábbi kis Szűz Mária templom helyén nagyobb templom (a mai Crekvina) építésébe kezdtek. A városi legenda szerint az építkezésen robot kötelezettsége miatt egy özvegynek is dolgoznia kellett négy gyermekével együtt és amikor a templom készen lett az özvegy átkától alapjaiig leomlott.
Csak az északi fal és a szentély maradt meg belőle. Az épületet valójában földrengés rombolta le. 1666-ban a kastély alatti Lokvina téren a városlakók fellázadtak Morelli kastavi kapitány túlkapásai és önkénye ellen. Betörték a kastély kapuját és a kapitányt vízbe fojtották. Ezt a ciszternát, mely a mai Lokva téren található azóta a nép kapitányról nevezte el.
A helyi oktatás 1770-ben kezdődött ugyanis ekkor kezdett el itt működni e vidék első iskolája. 1866-ban itt nyílt meg az Isztria első olvasóköre is. 1871-ben a Kastav melletti Rubeši Szent Mihály dombján rendezték meg az isztriai, kvarneri és tengermelléki horvátok szövetségének első találkozóját, mely akkor már mintegy tízezer tagot számlált. 1885-ben Kastavon kezdte meg működését az állami művészeti szakiskola, majd 1906-ban a tanárképző főiskola, mely 1947-ig működött.
A városnak 1857-ben 1032, 1910-ben 1172 lakosa volt. Az első világháború után az Olasz Királyság szerezte meg ezt a területet, majd az olaszok háborúból kilépése után 1943-ban német megszállás alá került. 1945 után a területet Jugoszláviához csatolták, majd ennek széthullása után, 1991-től a független Horvátország része lett.
1956-ig Kastav önálló községközpont volt, ekkor azonban Fiuméhez csatolták és csak 1993-ban a független horvát állam megalakulása után kapta vissza korábbi státusát. 1997-ben városi rangot kapott. 2011-ben 10445 lakosa volt.

## Lakosság
| Lakosság változása | Lakosság változása | Lakosság változása | Lakosság változása | Lakosság változása | Lakosság változása | Lakosság változása | Lakosság változása | Lakosság változása | Lakosság változása | Lakosság változása | Lakosság változása | Lakosság változása | Lakosság változása | Lakosság változása | Lakosság változása |
| ------------------ | ------------------ | ------------------ | ------------------ | ------------------ | ------------------ | ------------------ | ------------------ | ------------------ | ------------------ | ------------------ | ------------------ | ------------------ | ------------------ | ------------------ | ------------------ |
| 1857               | 1869               | 1880               | 1890               | 1900               | 1910               | 1921               | 1931               | 1948               | 1953               | 1961               | 1971               | 1981               | 1991               | 2001               | 2011               |
| 1032               | 1016               | 952                | 1028               | 1084               | 1172               | 1136               | 1233               | 748                | 799                | 776                | 766                | 822                | 930                | 2037               | 10445              |

## Nevezetességei

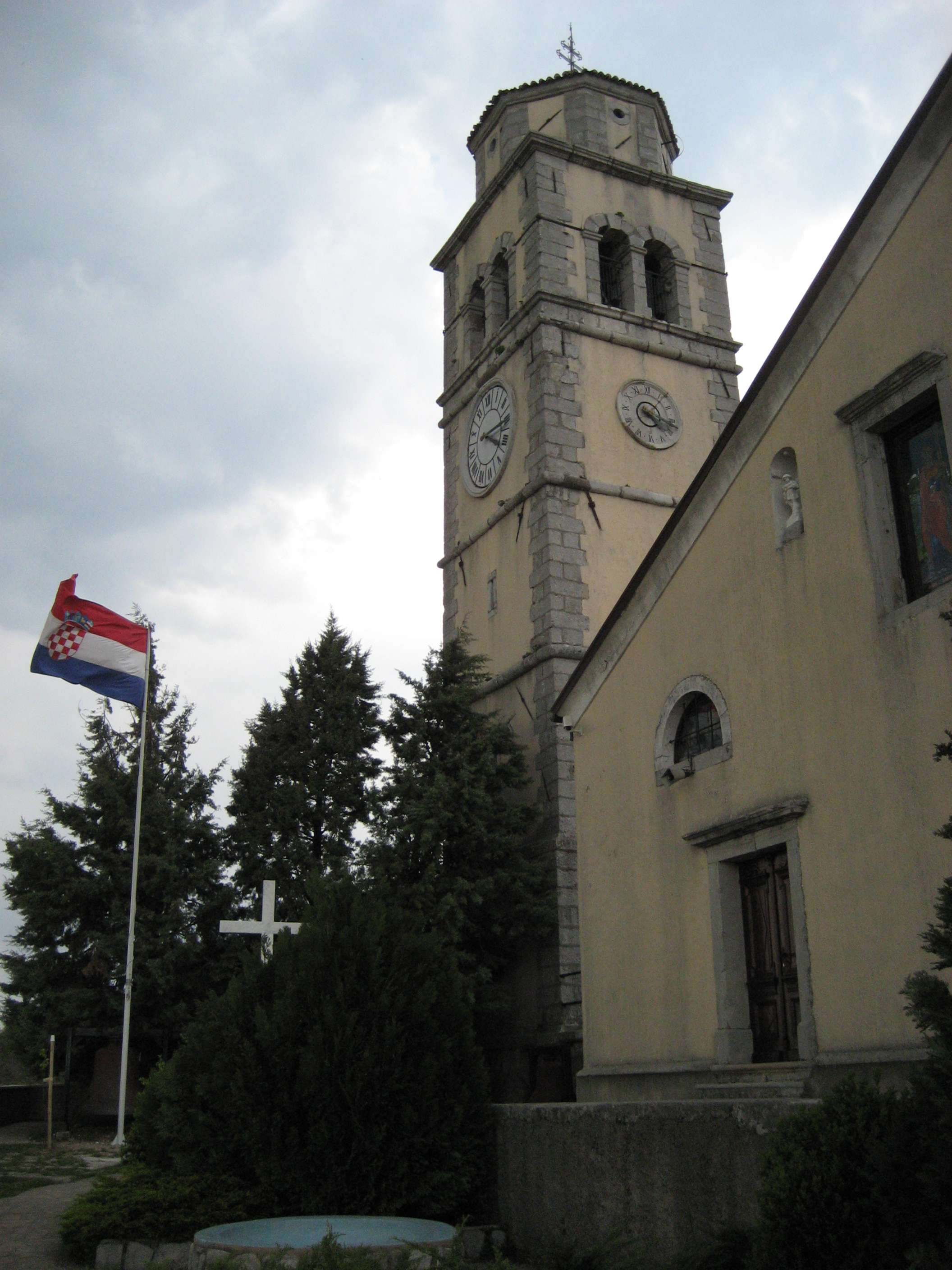
A Szent Ilona plébániatemplom

- Szent Ilona tiszteletére szentelt plébániatemploma egy 377 magas dombon áll, harangtornya az egész vidéket uralja. Építési ideje nem ismert, azonban történészek építését az 5. és 7. század közötti időre teszik. A templomnak és papjának első említése Antonio de Renna de Mutina fiumei jegyzőnek 1440. március 19-én kelt feljegyzésében történt. A későbbi feljegyzésekből kitűnik, hogy 1441-ben Mária Magdolna oltáráról a johanniták gondoskodtak, 1443-an a tetőre adtak pénzt, majd két évvel később kifestették. Az addig egyhajós templomot a 17. században három hajósra bővítették. 1658-ban az egyházlátogatás szerint öt oltára volt Szent Ilona, A Kármelhegyi Boldogasszony, Keresztelő Szent János, Szent Márton püspök és Szent Mária Magdolna tiszteletére szentelve. A 17. századból származik a keresztelő medence és néhány ezüst gyertyatartó. A 18. században barokk stílusban építették át és új díszes berendezést kapott. Erre utal a főbejárat felett 1709-ben elhelyezett latin nyelvű felirat. Ekkor készültek a kórus padjai és imazsámolyai. Nevezetességei még a templomnak a fő és mellékhajók oszlopai között látható, a Tízparancsolatot ábrázoló színes faliképek. Ma a templom öt oltára Szent Ilona, Páduai Szent Antal, Nepomuki Szent János, Szűz Mária, a Rózsafüzér királynője és a Szent Kereszt tiszteletére van szentelve. A márvány főoltárt a 17. század végén, vagy a 18. század elején készítették. A főoltár képe Szűz Mária és a gyermek Jézus társaságában ábrázolja Szent Ilonát. A kép alján a kastavi plébániatemplom képe látható. A szépen faragott fehér márvány főoltár két oldalán Szent Péter és Pál apostolok márványszobrai állnak. A szentélyben a kanonokok díszesen faragott padjai találhatók. A Páduai Szent Antal oltár képe J. Svanorlic munkája 1908-ból. A Nepomuki Szent János oltár képét 1904-ben Deklev festette. A Rózsafüzér Királynője és a Szent Kereszt oltárok 1862-ben készültek. A márvány szószéket 1788-ban készítették. A templom körül egykor temető volt. A templom alatti altemplom keresztboltozatos mennyezetét erős árkádos oszlopok tartják. A sírboltban kastavi főméltóságok nyugszanak, a sírok közül a legrégebbi 1606-ból való. Az árkádos részből nyílik a Mindenszentek kápolna, melynek gazdagon díszített oltára 1613-ban készült, oltárképe Antonio Moreschi labini festőművész alkotása. A templom fölé magasodó 32 méteres harangtornyot 1724-ben emelték, a régit 1658-ban villámcsapás rombolta le. Szent Ilona homlokzaton elhelyezett bronz szobrát 2004. február 22-én szentelte fel Ivan Devčić fuimei érsek. Tatjane Kostanjević szobrászművész alkotása. Templomtól szép kilátás nyílik a Kvarner-öbölre és az Učka-hegységre.[5]
- A Szentháromság kápolna[6] a Lokvina téren áll. Faragott kövekből épített gótikus épület négyszögletes szentéllyel a 15. század elejéről. Először 1400-ban a kastavi statútumban említik. A templom falfestményei a 15. században készültek. Az északi falba egy glagolita pap az 1483-as évszámot véste be. A dongaboltozatos szentélyben áll az 1781-ben készített barokk oltár. Az új oltárképet Nenad Petronio festette 2006-ban. Ekkor történt a kápolna teljes megújítása.[7]
- A Szent Lúcia kápolna[8] eredetileg temetőkápolnának épült a város felemelkedésének időszakában a 15. században, amikor különösen megnőtt a szent tisztelete. 1658-ban az egyházlátogatáskor még temető övezte. Három oltárát Szent Lúcia, Szent Odorik püspök és Szent Agáta tiszteletére szentelték. A kápolna egyedülálló abból a szempontból, hogy 1886-ban történt átépítésekor kelet-nyugati fekvését észak-délire cserélték fel. Az építés évszáma a bejárati csarnok felett látható. A kápolnát 2000-ben papi temetkezőhelynek rendezték be és azóta ide temetik a kastavi papokat.[9]
- A Szent Fábián és Sebestyén kápolna[10] a múlt hírességeinek emlékhelyétől pár lépésre áll. A kápolnát a 16. században a kolerajárvány idején építették azért, hogy a város lakosságát megóvja a pusztító járványoktól. Kapuzatán egykor a Jakov Volčić kastavi káplán által bevésett 1530. május 23. dátum állt, azonban mára ez a felirat eltűnt. A kápolnát 19. század végén részben megújították és ekkor építették klasszicista homlokzatát. Belső falfestményei a rájuk festett 1535-ös dátum előtt készültek. Az oltár lépcsőire az 1654-es évszámot írták. Az 1658-as egyházlátogatáskor a pólai vikárius megemlíti, hogy oltárát akkor szentelték fel.[11]
- Az egykori városi erőd helyén található a Fortica, mely ma egy vadgesztenyefákkal határolt hangulatos sétány, ahonnan nagyszerű kilátás nyílik a Kvarner-öbölre és az Učka-hegységre. Bejáratánál egy zászlórúd áll, melynek kőből faragott alsó részén a „Kastav va Ustavnom letu 1861” felirat látható bevésve.
- A Forticától mintegy száz méterre légvonalban keletre található az az ókori nekropolisz, ahova az i. e. 6. század és a 2. század között itt élt illír nép temetkezett. Értékes leleteit a városi múzeum gyűjteményében őrzik.
- Kastav nagyjainak sétányát a nagy horvát író Vladimir Nazor javaslatára hozták létre, aki 1908 és 1918 között tíz évig volt az itteni tanárképző igazgatója. Itt találhatók a város hírességeinek mellszobrai.
- A Gradska Loža (városi lodzsa) a város közgyűléseinek céljára épült 1571-ben. Itt ülésezett a városi tanács és szükség esetén a bíróság is, mely a város törvényeinek megszegése esetén ítélkezett. Itt tartották október első vasárnapján a szigetek újborának több évszázados ünnepét is. A kastaviak gyakran gyűltek össze a lodzsa alatt a fehér vasárnapi táncmulatságok, valamint éves vásárok alkalmával is. A kastavi lodzsa a legnagyobb és legépebben fennmaradt ilyen jellegű építmény a Kvarner-öböl környékén.

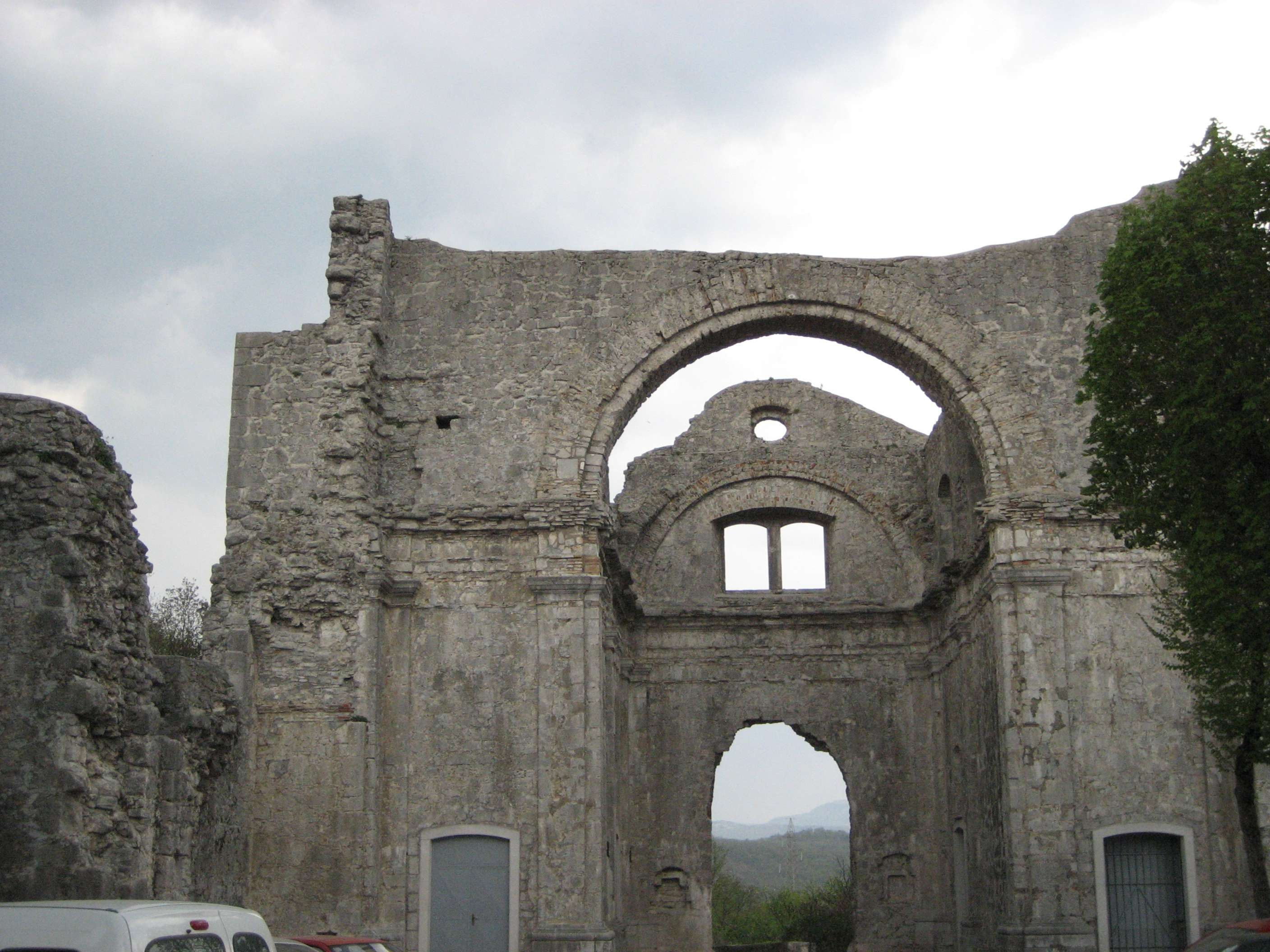
A Crekvina

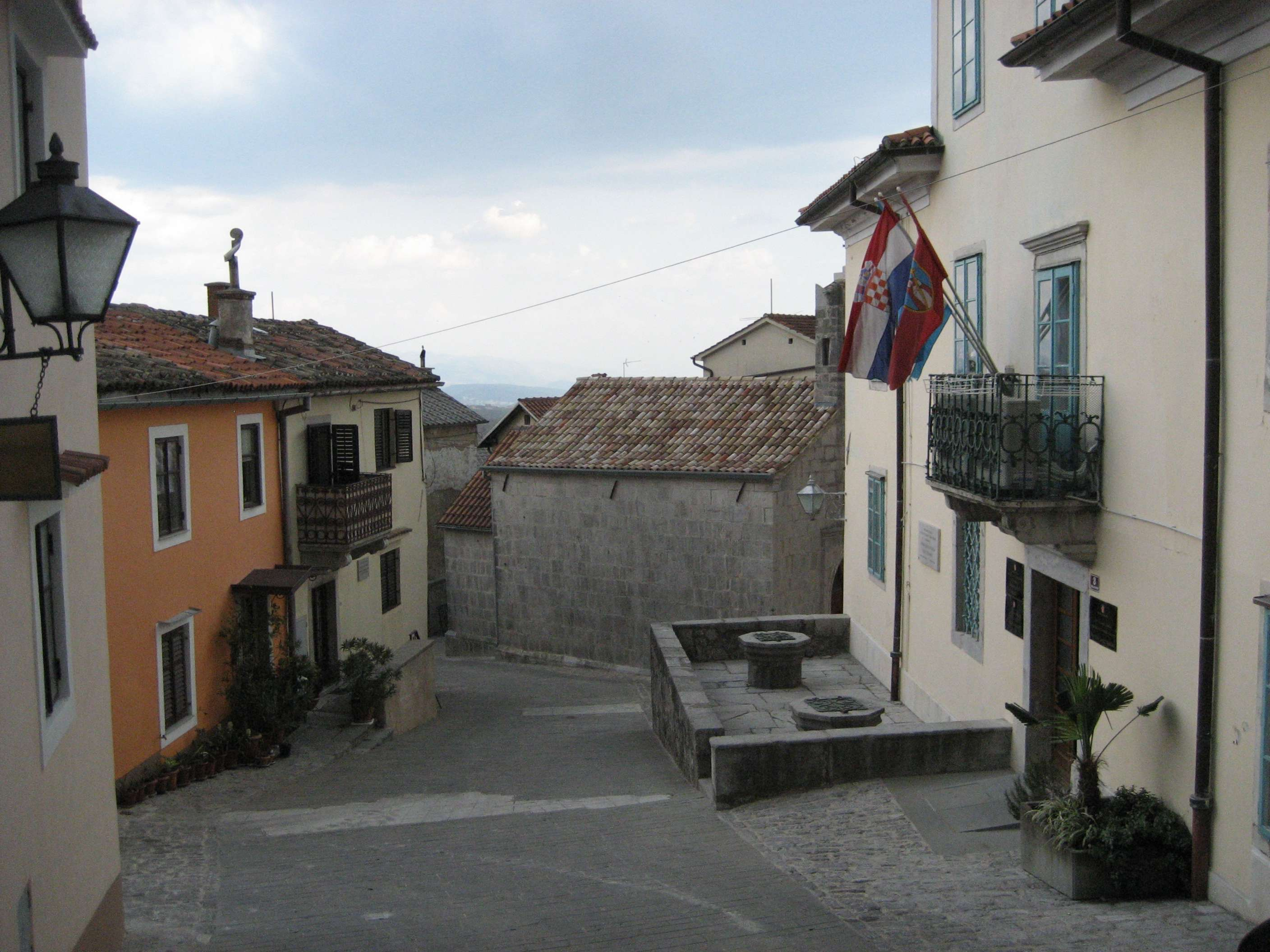
Belvásrosi utcarészlet

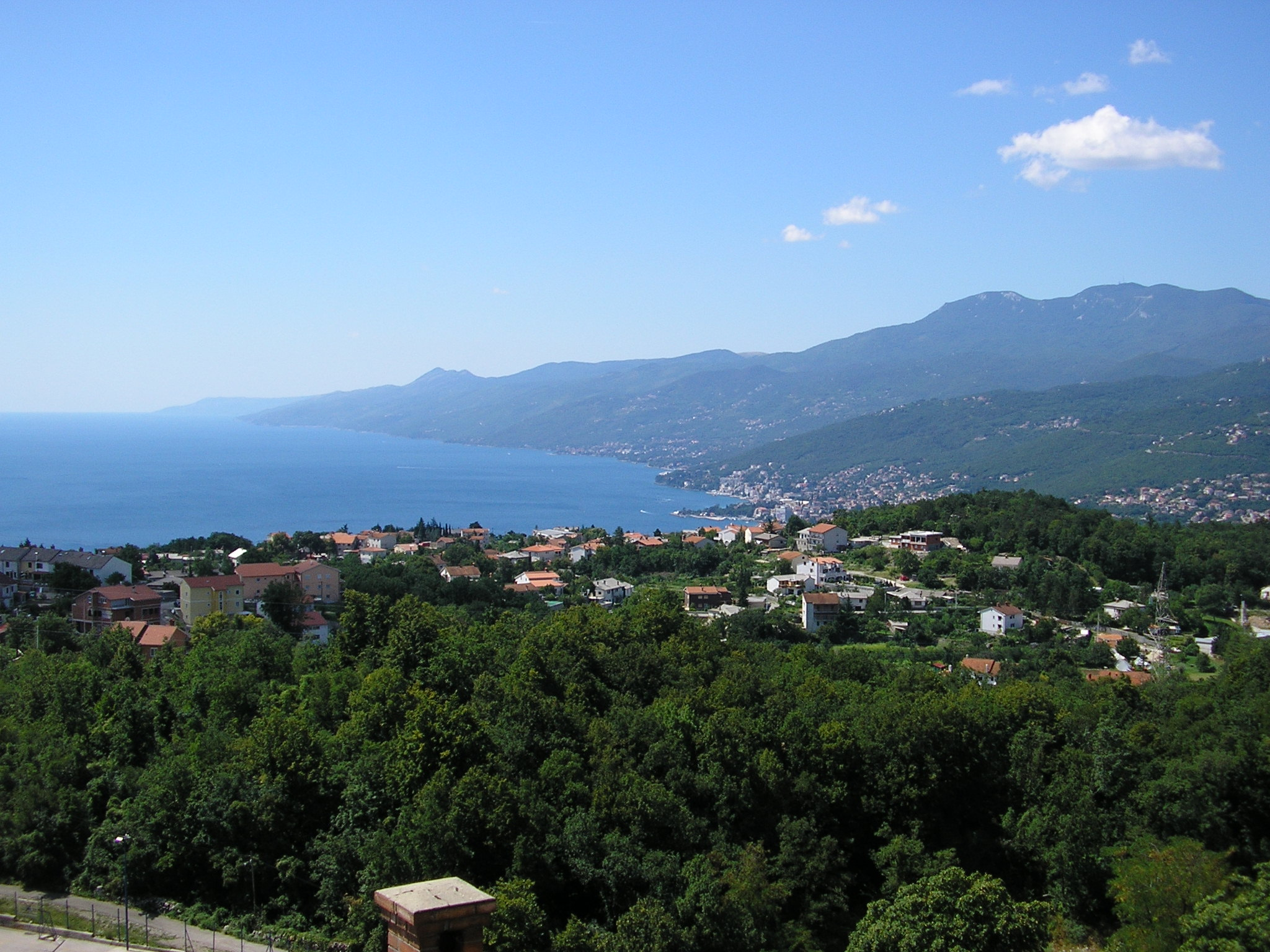
Kilátás a városból a Kvarner-öbölre

- A középkori városmag területére az 1731-ben épített Volticán (városkapu) át léphetünk be. A kapu a jezsuita rend uralma idején épült, ezért a kapuzat felett a rend 1769-ben elhelyezett címere látható. A múltban a kaput napnyugtakor zárták és napkeltekor nyitották ki.
- A városkapu felett volt évszázadokig a kastavi polgárság székhelye, később lakóhely céljára szolgált. Itt rendezték be 1981-ben a városi múzeumot, mely régi használati tárgyakat, dokumentumokat, fényképeket, térképeket és gazdag etnográfiai gyűjteményt tartalmaz. A kiállítás végigvezet a város viharos történelmén egészen a II. világháború végéig.
- A város védőfalai a 9. és 16. század között épültek. A városfalat egykor tíz torony erősítette, ezekből mára hat maradt meg. Néhány torony ma lakás céljára szolgál. A falak déli oldalához teljes hosszban lakóépületek csatlakoznak, melyekben ma is laknak.
- A város szíve a Lokvina tér. A 15. század eleje óta itt áll a régi kastély a kastavi kapitányok székhelye, akik a mindenkori földesúr nevében innen igazgatták az uradalmat. A kastély mellett áll a Szentháromság kápolna. A tér nevét arról a ciszternáról kapta, ahova a város számára az esővizet összegyűjtötték. Ebbe a ciszternába fojtották bele 1666-ban a fellázadt városi polgárok Morelli kapitányt, aki a városi statútumban előírtnál több terhet rótt ki a lakosságra. A ciszternát a 17. század végén boltozták be és ma is ebben a formájában díszíti a teret. Ezt a tényt a ciszterna építményén elhelyezett tábla rögzíti. A kastélyban kezdte meg működését az uradalom területén 1770-ben az első népiskola.
- A város egyik nevezetessége a Crekvina, az egykori Nagyboldogasszony templom romja.[12] A templomot a 18. században a jezsuiták kezdték építeni, de sohasem készült el mert 1750-ben és 1754-ben földrengések súlyosan megrongálták. 1768-ban már olyan súlyos állapotban volt, hogy nem lehetett benne misézni. Sorsát az 1769. július 19-i újabb földrengés pecsételte meg. Ezt követően köveit a Szent Ilona plébániatemplom átépítéséhez használták fel. A templom építéséről fennmaradt néhány helyi legenda. A romokat, melyeket a kastaviak Crekvinának neveztek el a 20. század elején tették rendbe. Innen az egykori apszist átszelve sétaút vezet az erdőn át egészen Klanáig. A Crekvina helyén azelőtt is templom állt, melyet megemlít Mate Drnjević 1634-es végrendelete, majd 1641-ben a fiumei jezsuiták egy a templom közelében állt pékség és ház adásvétele kapcsán kiállított egyik oklevele is. Ennek a Szűz Mária tiszteletére szentelt templomnak az 1658-as egyházlátogatás szerint három oltára volt. Főoltáráról azt írják, hogy Szűz Mária és angyalok szobrai állnak rajta. Szép, de a nedvesség tönkretette. A Szent Miklós oltár aranyozott volt, míg a harmadik oltár Szent János evangélistának volt szentelve. Ez utóbbi oltár 1701-ben már olyan állapotban volt, hogy nem lehetett nála misézni. Végül a templomot az újabb templom építésekor elbontották.[13]
- Kastavtól délre, a falu felől a Kálváriához és a városi temetőhöz vezető út mentén Jurjenići településrészen található Remete Szent Antal-templom.[14] Nyugat-keleti tájolású, gótikus, egyhajós templom, 15. századi félköríves apszissal, melyet röviddel az építése után, belülről freskókkal ékesítettek, ami a későbbi felújítások során jelentősen megrongálódott. A freskókon, valamint az északi falon számos glagolita felirat is található. A 19. században a templom két nagy felújításon esett át. Először 1837-ben, amikor a hajót keleti irányban meghosszabbították, és új, dongaboltozatos apszist építettek hozzá, valamint 1875-ben, amikor az új harangtornyot és az előcsarnokot építették.

## Kultúra
- A város nevezetes vására a Bela nedeja, melyet 1400 óta hagyományosan október első hétvégéjén tartanak az új bor megünneplésére. A vásár színvonalát színes kulturális programok és mulatság emeli.
- 1992 óta nyaranta rendezik meg a Kastavi nyár kulturális programjait, melyet 1997 óta gitárfesztivállal egészítettek ki.
- Ivana Lang kastavi zeneszerző és zongoraművész Kastavi kapitány című operája.